# Polo Industrial de Camaçari

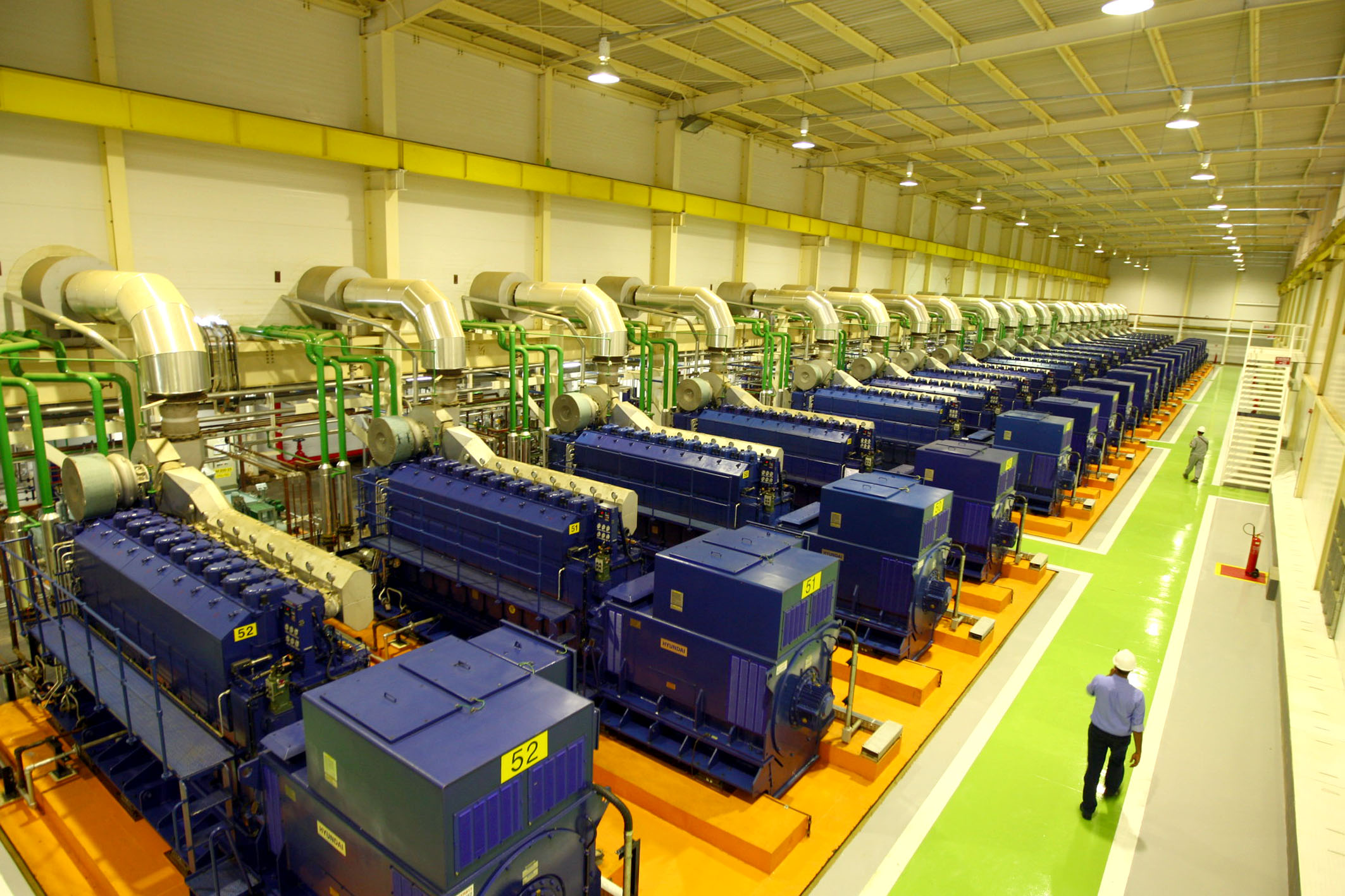
Usina Termelétrica Camaçari Pólo de Apoio I da Arembepe Energia, subsidiária da Petrobras, funciona dentro do Polo.

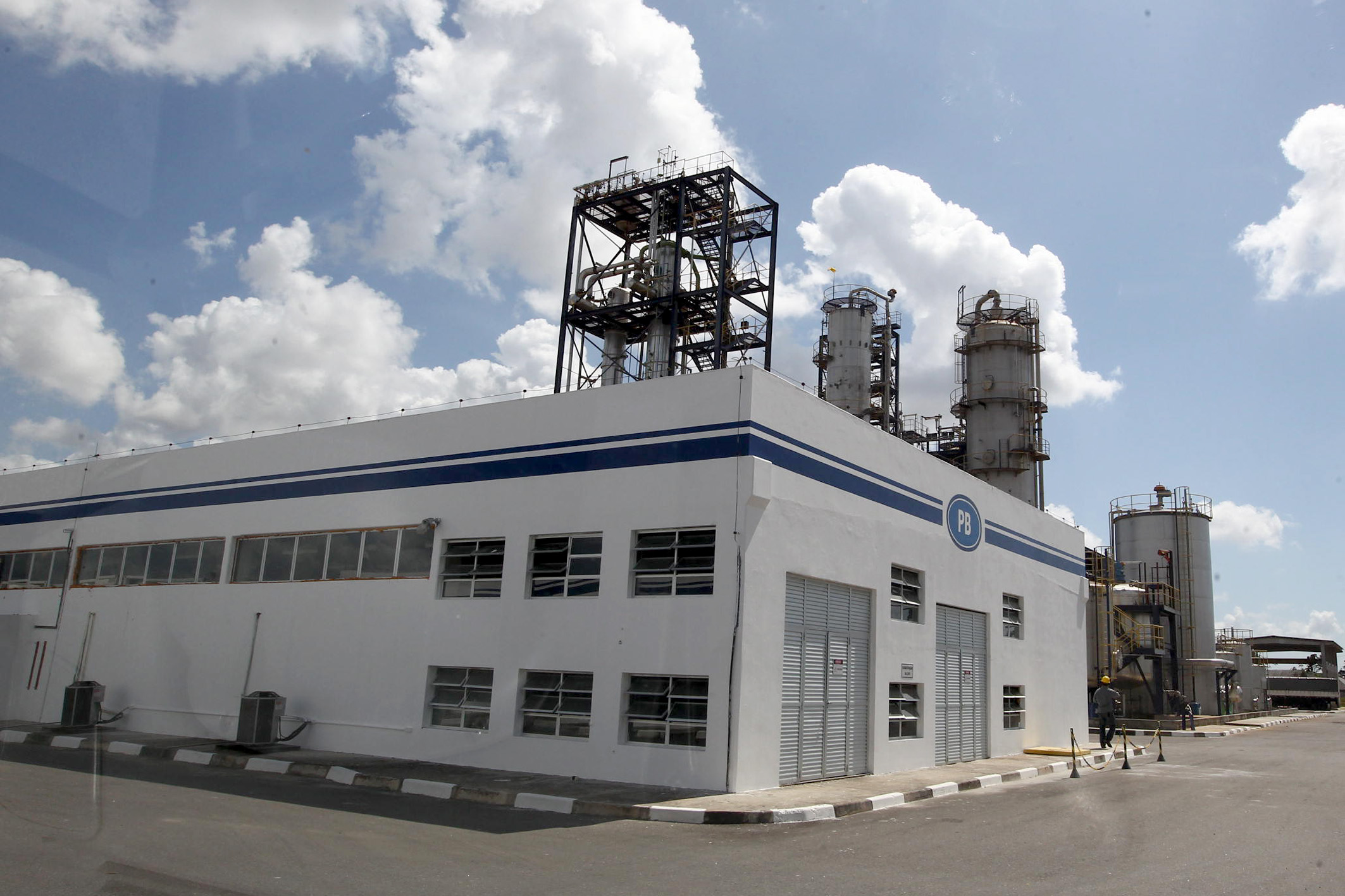
Unidade de Hidrogênio da Peroxy Bahia, dentro do Polo.

O Polo Industrial de Camaçari fica localizado no município de Camaçari se estendendo até Dias d'Ávila, no estado da Bahia. É o maior polo industrial do estado, abrigando diversas indústrias químicas, petroquímicas e automobilísticas (BYD Auto, Continental AG). O polo é administrado pelo Comitê de Fomento Industrial de Camaçari (COFIC), uma associação empresarial privada, que representa mais de 60 empresas no Polo Industrial de Camaçari e em suas áreas de influência.
Com a atração de novos empreendimentos para a Bahia, o Polo Industrial de Camaçari experimenta, atualmente, um novo ciclo de expansão, cuja área física aumentou de 13,4 mil para 29,3 mil hectares, implantando novas rotas de produção.
Juntas, todas as empresas do Polo Industrial investem, anualmente, US$ 16 bilhões e geram 15 mil empregos diretos, sendo responsáveis por 20% do PIB da Bahia.

## História

### Origem
O polo iniciou suas operações em 29 de junho de 1978. Foi o primeiro complexo petroquímico planejado do país. Atualmente se destaca como o maior complexo industrial integrado do Hemisfério Sul, abrigando mais de 90 empresas químicas, petroquímicas e de outros ramos de atividade, como indústria automotiva, de celulose, metalurgia do cobre, têxtil, bebidas, de produção de equipamentos para energia eólica e serviços. Inicialmente, fabricava apenas produtos químicos e petroquímicos.
A instalação dessas indústrias promoveu o desenvolvimento de Camaçari, gerando impactos na economia, educação e empregos. O polo passou a atrair mais mão de obra para a cidade e os impostos arrecadados o transformaram num dos municípios mais ricos do Brasil. A proximidade das indústrias demandou mais profissionais de nível técnico e superior. E para formar profissionais, cursos técnicos foram implantados na cidade, com a instalação de escolas técnicas e universidades. Na área de infraestrutura, o polo registrou avanços expressivos como a implantação do sistema de rodovias BA-093, estimulando novos investimentos, permitindo o escoamento da produção e ampliando a competitividade das empresas instaladas no local.

### Trajetória
Superando as muitas crises conjunturais, mudanças de política econômica e as transformações marcantes no contexto internacional, o complexo experimentou ciclos sucessivos de expansão, preservando a posição de relevância no setor industrial. Localmente, contribui para o desenvolvimento da economia regional através da oferta de emprego e renda, promovendo a sua modernização mediante a introdução de novas tecnologias, especializações e elevados padrões de desempenho técnico e empresarial.
São muitos os estudos e teses que analisam o impacto do polo sobre a economia do Estado e o desenvolvimento da Região Metropolitana de Salvador, notadamente sobre os padrões de urbanização e serviços da capital. É consensual entre os estudiosos a constatação de que os efeitos dinâmicos do complexo superaram os registrados na década de 50 com a indústria petrolífera e posteriormente com a implantação do Centro Industrial de Aratu. O polo mudou definitivamente o perfil econômico do Estado, a face da sua capital e o mercado de trabalho dos baianos, constituindo-se ainda hoje uma das mais significativas contribuições para a desconcentração industrial no Brasil.
O polo surgiu sob o modelo tripartite, reunindo em sua composição acionária participações do Estado e da iniciativa privada nacional e estrangeira. O processo de privatizações deflagrado no início da década de 90 gerou uma reestruturação de capitais, através de fusões e aquisições, que culminou com a venda da central de matérias-primas, a Copene, em 2001.
A aquisição da empresa pelo consórcio Odebrecht (atual Novonor)/Mariani representou um marco na reestruturação da petroquímica nacional, por integrar a central a unidades de segunda geração do grupo, dotando-a de capital, escala de produção e aporte tecnológico para ampliar a sua competitividade mundial. Desta integração nasceu a Braskem, uma empresa de classe mundial, líder em termoplásticos na América Latina. Com ativos avaliados em R$ 12 bilhões, é um dos cinco maiores empreendimentos privados do país.
A fase atual do polo apresenta, como traços marcantes, a expansão e a diversificação industrial. Os maiores empreendimentos implantados no estado nos anos recentes se localizaram no Polo de Camaçari. A Ford instalou o Complexo Industrial Ford Nordeste, que era o maior e mais recente investimento da montadora em todo o mundo, estimado em US$ 1,2 bilhões, para produzir 250 mil veículos/ano para os mercados interno e externo e elevando a produção local para 300 mil veículos, além da instalação de uma fábrica de motores. A implantação da Ford em 2002 abriu uma nova rota produtiva no distrito, viabilizando sua diversificação, com a atração de várias empresas fornecedoras de insumos à produção automobilística, empresas de pneus e outras, reduzindo dessa forma a concentração na produção de petroquímicos. A transformação foi tal que o polo, antes chamado de petroquímico, passou a ser conhecido como Polo Industrial de Camaçari. Já a Monsanto investiu US$ 550 milhões na instalação da primeira indústria de matérias-primas para herbicidas da América do Sul. A despeito dos avanços, ainda é reduzido o volume de produtos finais químicos e petroquímicos produzidos em Camaçari.
Com a implantação do Complexo Acrílico Basf, uma nova rota de produção petroquímica está sendo criada, com um impacto maior que o da produção automobilística, viabilizando uma nova cadeia produtiva que vai possibilitar a implantação da tão sonhada indústria de transformação de petroquímicos.